# جایزه سی اند سی
جایزه سی اند سی (به زبان ژاپنی: C&C賞) جایزه ای است که از سوی شرکت ان‌ای‌سی به کسانی داده می‌شود که در زمینهٔ نیم‌رساناها، رایانه، ارتباط از راه دور و صنایع مرتبط با آنها پژوهش و پیشرفت چشمگیری داشته‌اند یا در این زمینه‌ها پیش قدم بوده‌اند. این جایزه از سال ۱۹۸۵ بوسیلهٔ بنیان غیرانتفاعی C&C که از آن ان‌ای‌سی است داده می‌شود.
جایزهٔ سی اند سی سالانه به دو تَن یا دو دسته از افراد پژوهشگر به صورت پول نقد و برابر با ۱۰ میلیون ین پرداخت می‌شود.

## دریافت کننده‌ها
- سال ۲۰۱۶:
  - گروه نخست: Hideo Ohno
  - گروه دوم: جفری اورست هینتون
- سال ۲۰۱۵:
  - گروه نخست: Masaru Kitsuregawa
  - گروه دوم: Martin Casado, Nick McKeown ,Scott Shenker
- سال ۲۰۱۴:
  - گروه نخست: Shigeo Tsujii [ja] و Hideki Imai
  - گروه دوم: Jan Uddenfeldt، اروین ام. جیکابز، Fumiyuki Adachi
- سال ۲۰۱۳:
  - گروه نخست: Kazuro Kikuchi, Dr. Masataka Nakazawa [de]
  - گروه دوم: Vladimir Vapnik
- سال ۲۰۱۲:
  - گروه نخست: Dr. Osamu Yamada, Dr. Toru Kuroda, Mr. Masayuki Takada
  - گروه دوم: Hisashi Kobayashi
- سال ۲۰۱۱
  - گروه نخست: آکیرا یوشینو
  - گروه دوم: Norman Abramson و رابرت متکالف
- سال ۲۰۱۰:
  - گروه نخست: Hiroyuki Sakaki و Yasuhiko Arakawa
  - گروه دوم: لینوس توروالدز
- سال ۲۰۰۹
  - گروه نخست: Dr. Fumitada Itakura (ژاپنی: 板倉文忠)
  - گروه دوم: رونالد ریوست، ادی شامیر و لئونارد آدلمن